# Piet Paaltjens
Piet Paaltjens is het pseudoniem van de Nederlandse dichter en predikant François Haverschmidt, ook wel geschreven als François HaverSchmidt (Leeuwarden, 14 februari 1835 – Schiedam, 19 januari 1894).

## Jeugd en opleiding
François Haverschmidt werd geboren te Leeuwarden, als zoon van de apotheker en wijnhandelaar Nicolaas Theodorus Haverschmidt en Geeske Bekius. Haverschmidt studeerde theologie in Leiden, waar hij woonde aan de Hogewoerd 63. Hij huurde kamers op de eerste verdieping in het pand waarvan de begane grond bewoond werd door een doodbidder die later in een van zijn gedichten figureerde in een morbide voorspellende rol: Als ik een bidder zie loopen,/ Dan slaat mij 't hart zoo blij,/ Dan denk ik, hoe hij weldra/ Uit bidden zal gaan voor mij.
De schrijfwijze van de naam HaverSchmidt in wat men tegenwoordig camelcase zou noemen, is destijds al bedacht. Haver en Schmidt zijn eigenlijk twee afzonderlijke namen. De overgrootvader van Piet Paaltjens heette Haver. Diens zoon werd opgevoed door een oom met de achternaam Schmidt. Uit dank voegde hij Schmidt achter Haver, met als resultaat Haverschmidt (ook wel als HaverSchmidt geschreven).

## Bekendste werk

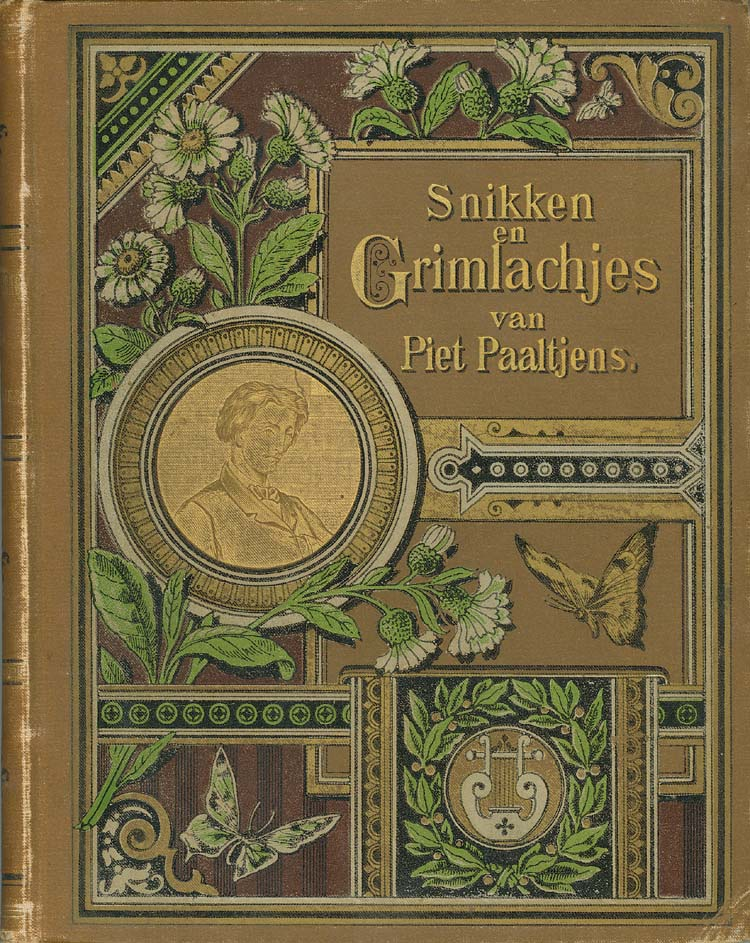
Omslag van de zesde druk van Snikken en grimlachjes

Zijn bekendste bundel is Snikken en grimlachjes uit 1867, die op een wrang-ironische manier een beeld geeft van zijn leven als student in een zeldzame vorm van cynische romantiek. Piet Paaltjens wordt in deze bundel door middel van een mystificatie opgevoerd: de schrijver geeft in de inleiding een levensgeschiedenis van de student-dichter Paaltjens tot zijn verdwijning uit Leiden 'op den 9 oktober 1853'. Haverschmidt bestreed in dit boekje zijn neiging tot depressiviteit door het sentimentalisme in zijn poëzie belachelijk te maken. 

## Predikant
Als predikant werkte Haverschmidt achtereenvolgens in Foudgum en Raard (een gecombineerde kerkelijke gemeente), Den Helder en Schiedam. In Tiel, op de bruiloft van zijn goede vriend Adrianus van Wessem, ontmoette hij Jacoba Johanna Maria Osti met wie hij in 1863 trouwde. Zijn breuk met het zorgeloze studentenleven en de vaak uitzichtloze situaties in levensomstandigheden van zijn kerkgangers maakten dat zijn sombere aard zich versterkte en hij ging lijden aan depressies. Het overlijden van zijn echtgenote in 1891 was mede de aanleiding om zich (een paar jaar later) in de bedstee op te hangen met een koord. Hij had zich eindelijk, zoals biograaf Rob Nieuwenhuys het zou beschrijven, "overgegeven aan zijn worgengel".

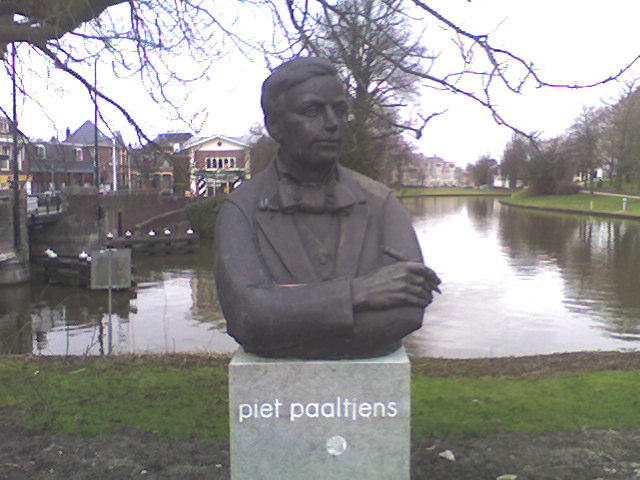
Borstbeeld van Piet Paaltjens in Leeuwarden

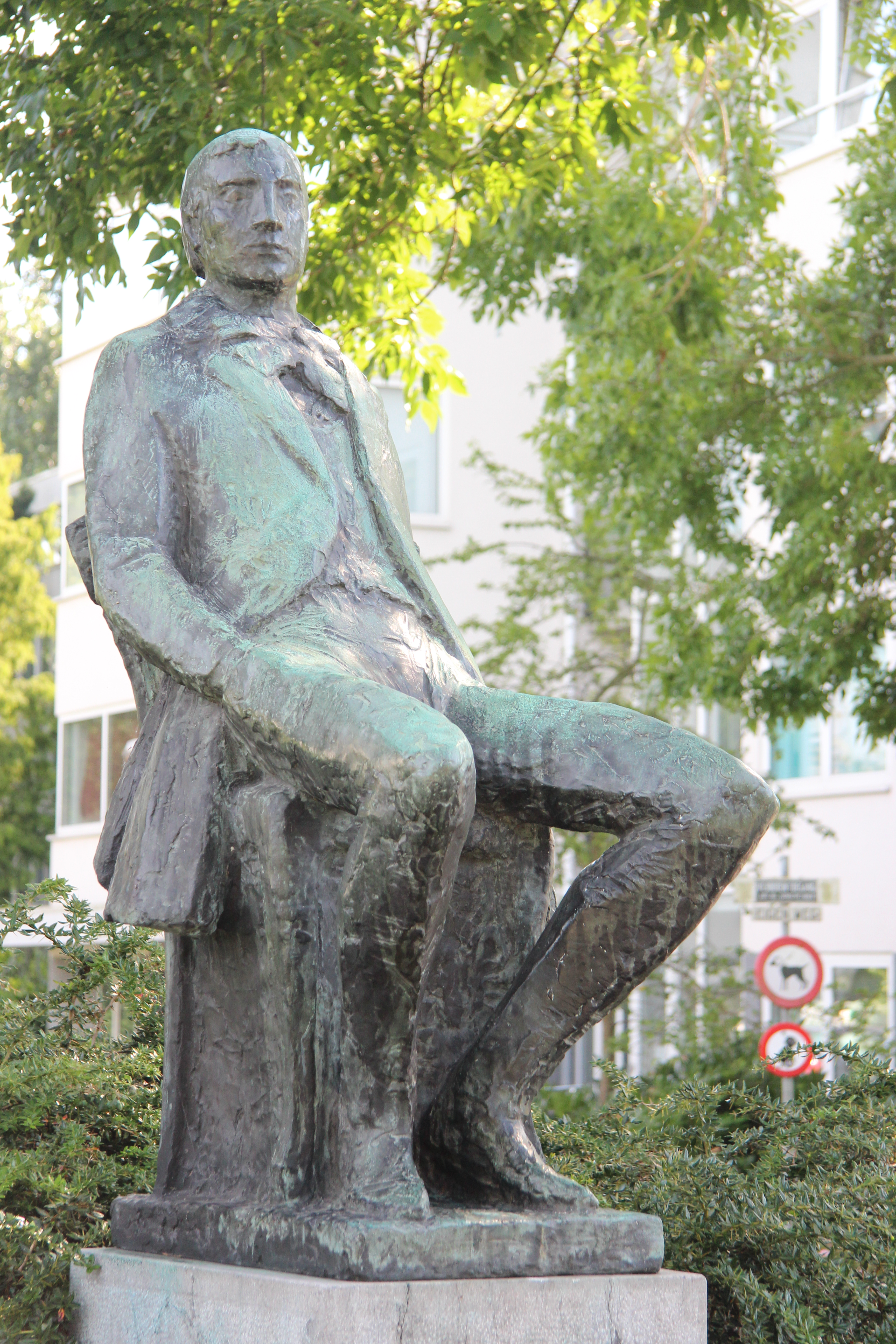
Standbeeld in Leiden door Auke Hettema

## Oera Linda
François Haverschmidt wordt in verschillende studies aangewezen als de meest waarschijnlijke kandidaat voor het auteurschap van de Oera Linda. Dit boek dook op in 1867 en is geschreven in een eigensoortig Fries en in eveneens eigensoortige runen. Het boek, volgens de eigen tekst stammend uit 1256, verhaalt van een groots Fries verleden en van een Friese cultuur als bakermat van andere Europese culturen, met name de Griekse en Latijnse. Veelal gaat men ervan uit dat het een 19e-eeuwse vervalsing is. Rond 1900 opperde Johan Winkler dat Francois Haverschmidt mede-auteur van het boek moet zijn geweest. Goffe Jensma wijst, in zijn studie "De Gemaskerde God" uit 2004, Haverschmidt aan als naar alle waarschijnlijkheid de belangrijkste auteur.

## Aan Rika
Kenmerkende dichtregels van François Haverschmidt zijn: "(...) Maar, Rika, wat kon zaalger voor mij zijn,/ Dan, onder helsch geratel en gestamp,/ Met u verplet te worden door één trein?" (Aan Rika, eerste publicatie in Snikken en grimlachjes (1867).) Dat devies symboliseert zijn diepe melancholie, maar ook zijn ironie. Ook was het een van de eerste keren dat in een Nederlandstalig gedicht een trein een rol speelde.

## Nagedachtenis
Leeuwarden eert als geboortestad Piet Paaltjens op meerdere manieren. Op Bedrijventerrein West is een straat naar de schrijver genoemd. Daarnaast kent Poëzieroute Leeuwarden nabij een borstbeeld van Piet Paaltjens een gedicht-in-steen van de schrijver. Het gedicht (zonder titel) bevat de tekst over 'de bidder' zoals vermeld onder Jeugd en opleiding. Het poëzietableau ligt nabij de Westerplantage te Leeuwarden en maakt deel uit van de Leeuwarder poëzieroute die ruim 64 gedichten kent van vooraanstaande dichters.

## Publicaties

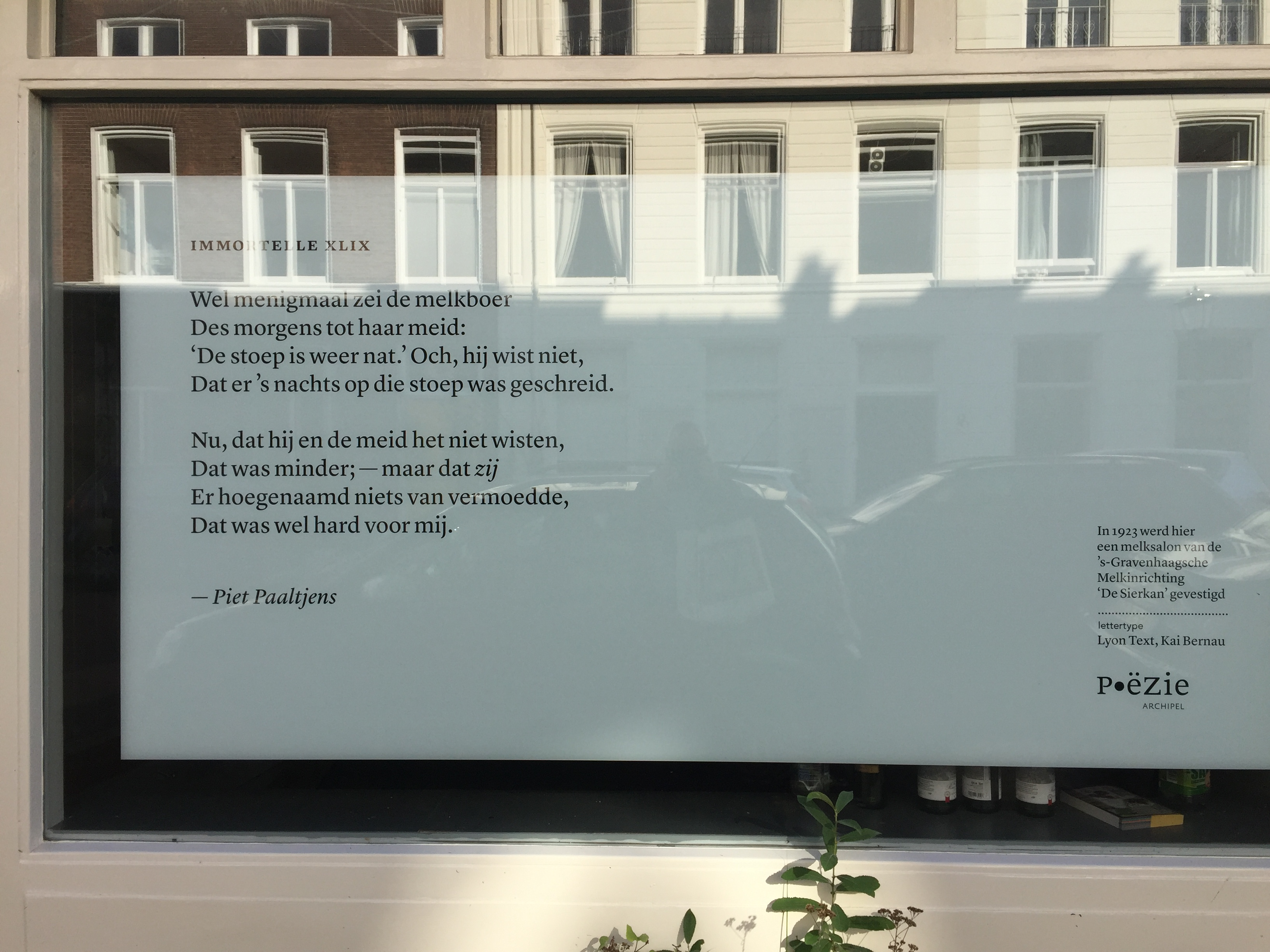
Immortelle XLIX op een raam in Den Haag (2019)

Het grootste gedeelte van Haverschmidts werk verscheen oorspronkelijk in bladen of bleef in handschrift, en werd alleen gebruikt in voordrachten. In deze lijst staan de boeken die er in de loop der tijd van de teksten verschenen zijn, waarvan overigens maar een klein gedeelte tijdens zijn leven:

### Bij leven
- 1863 – Sinterklaasvertelling, of, Hoe het afliep met drie zoontjes wier moeders iets voor hen kochten tot Sint Nicolaas
- 1867 – Snikken en grimlachjes, Uitgeverij Roelants, Schiedam
- 1876 – Familie en Kennissen librivox versie
- 1894 – Uit geest en gemoed: tien preken

### Postuum
- 1961 – Nagelaten Snikken, samengesteld door Hans van Straten, De Arbeiderspers, Amsterdam
- 1981 – Ter gelegenheid van ...
- 1981 – Twee voordrachten, met voor- en nawoord van Rob Nieuwenhuys, uitgeverij BZZTôH,'s-Gravenhage, ISBN 90 6291 078 5
- 1982 – Leven en sterven van Jelle Gal, facsimile 1850, uitgeverij De Utrechtse, Utrecht
- 1982 – Steek af naar de diepte, een voordracht en een preek. Ingeleid door Pieter van Tilburg, uitgekozen door Rob Nieuwenhuys, uitgeverij BZZTôH,'s-Gravenhage
- 1983 – Met gedempte stem
- 1987 – Eene Kerstvertelling
- 1988 – De drie zonen van het lied
- 1988 – Uitgedelgde schuld
- 1990 – Louw de Lieger
- 1990 – Totdat de raadselachtige droom van ons leven uit is
- 1990 – Wat liefheeft, dat moet scheiden, wat leeft, rijpt voor het graf
- 1991 – Het verhaal van Oom Jan en ander proza
- 1991 – Wat buigt gij u neder, o mijne ziele, en wat zijt gij onrustig in mij?
- 1992 – Op dit nationale en huislijk feest ...
- 1993 – Verzamelde gedichten in handschrift, uitgeverij Goossens, Rijswijk, ISBN 90 6551 264 0
- 1994 – Winteravondvertellingen
- 1994 – Terug in mijn geboortestad en twee andere teksten van François Haverschmidt
- 1998 – Souvenir Beekhuizen 1870
- 2000 – Reis van Leeuwarden naar Antwerpen
- 2003 – Snikken en Grimlachjes, bezorgd door Marita Mathijsen en Dick Welsink
- 2006 – Met de vrienden op reis in Zwitserland in 1881, bezorgd door Rick Honings, ISBN 90 8072 769 5
- 2014 – Wereldsmart = Weltschmerz. Dertien immortellen en twee tijgerlelies van Piet Paaltjens, in der Nachdichtung durch Hans van der Veen

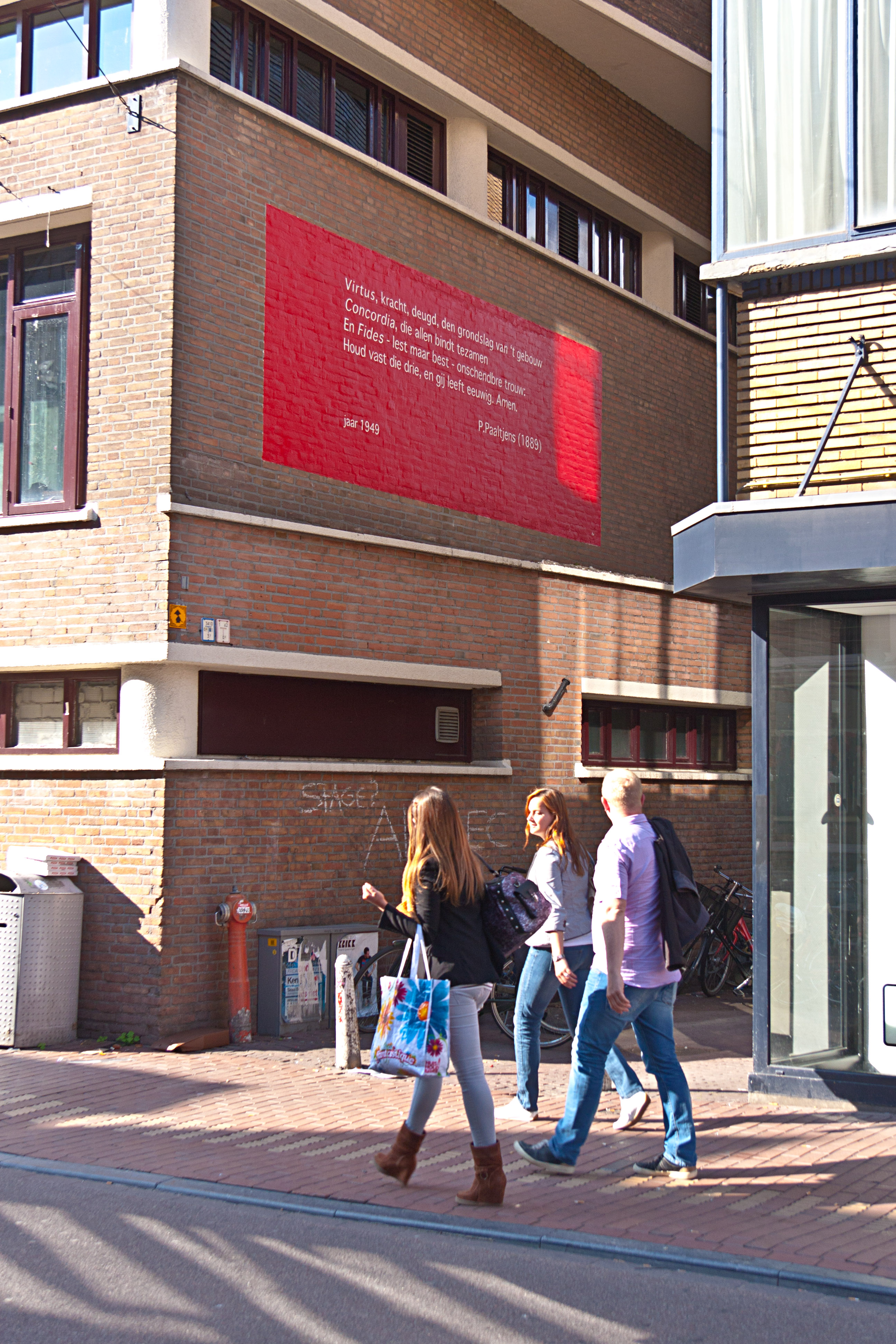
Virtus, concordia, fides, Breestraat in Leiden
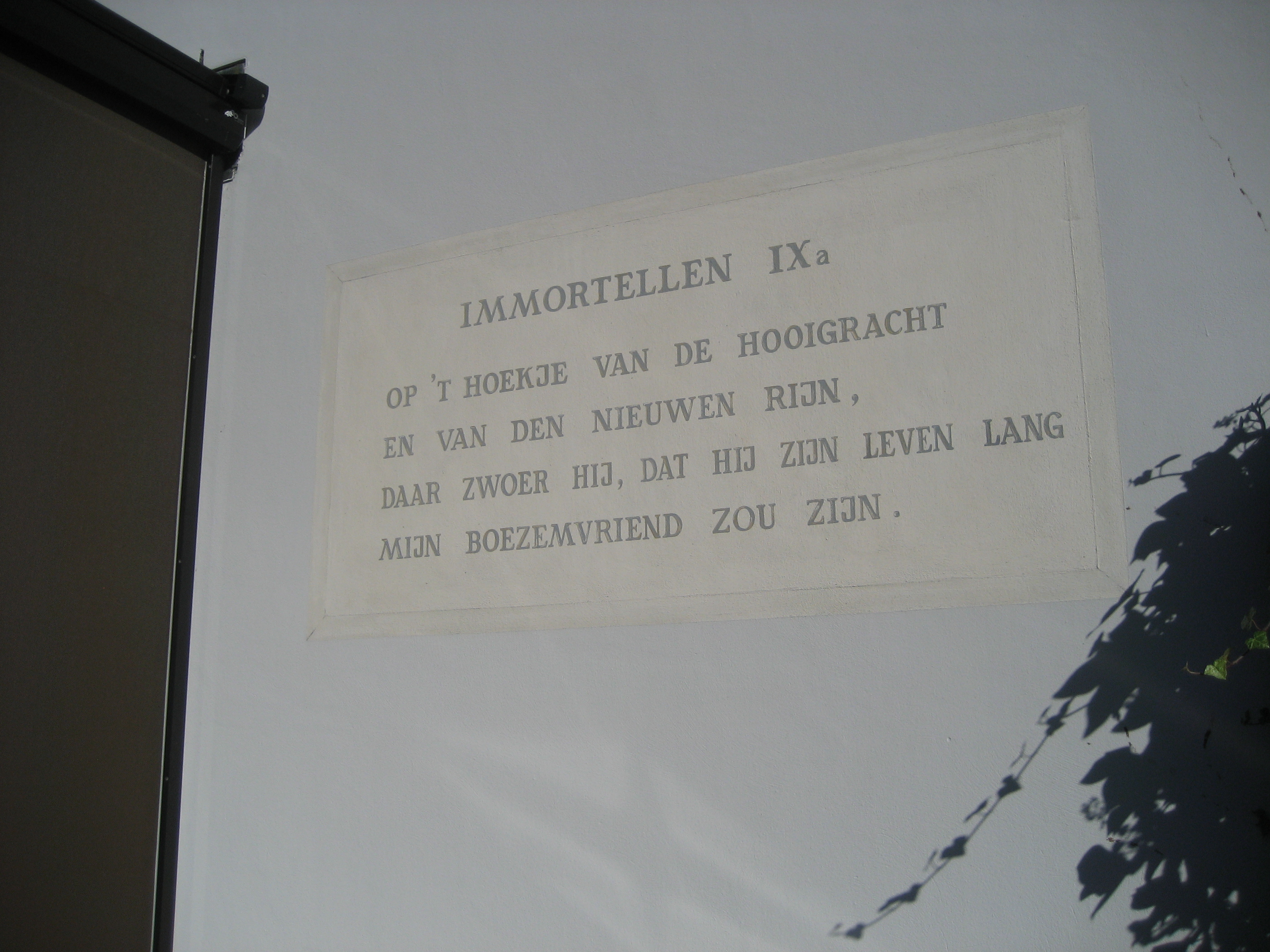
Immortelle IX (eerste kwatrijn), Het Haagsche Schouw in Leiden
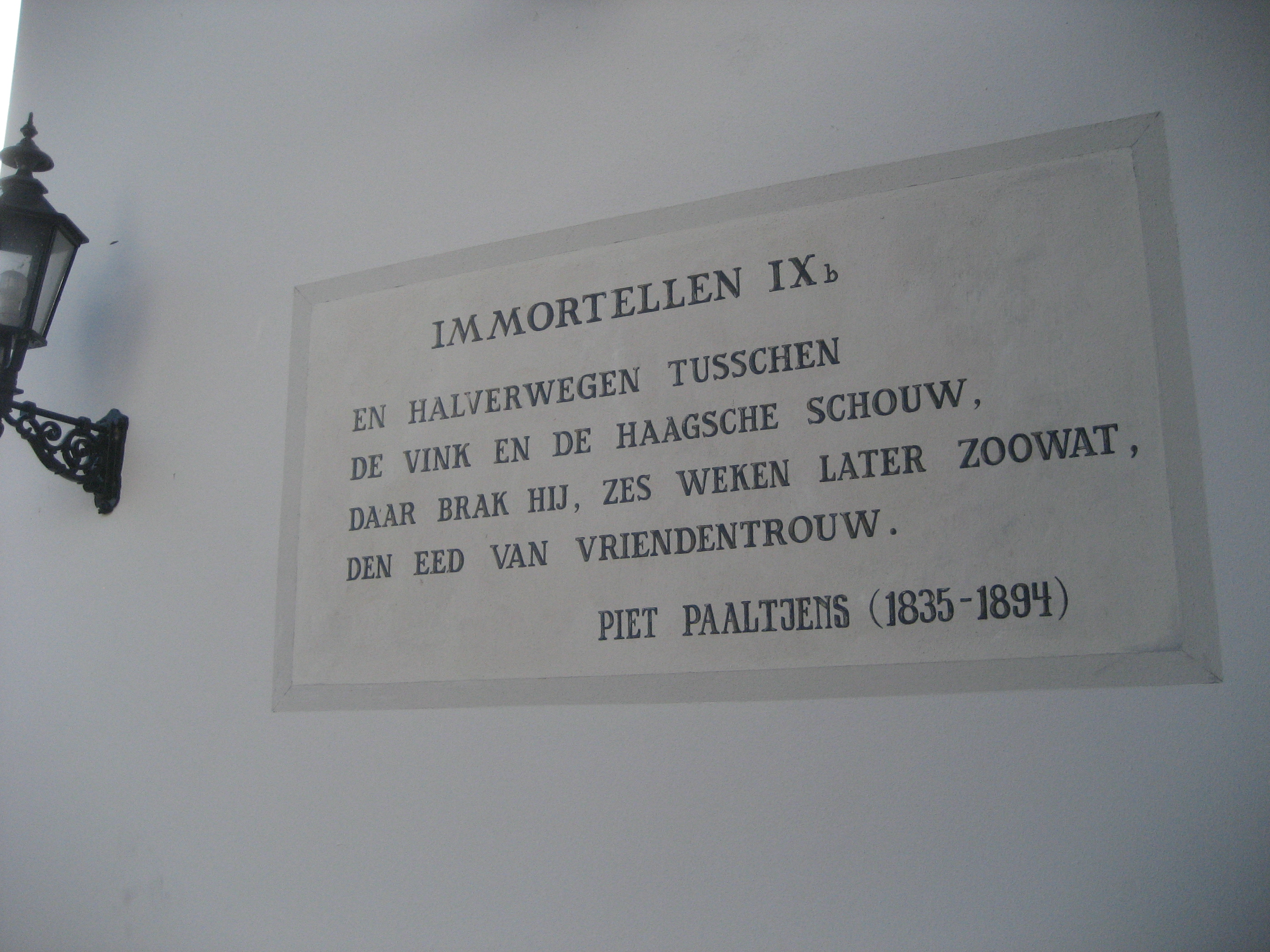
Immortelle IX (tweede kwatrijn), Het Haagsche Schouw in Leiden
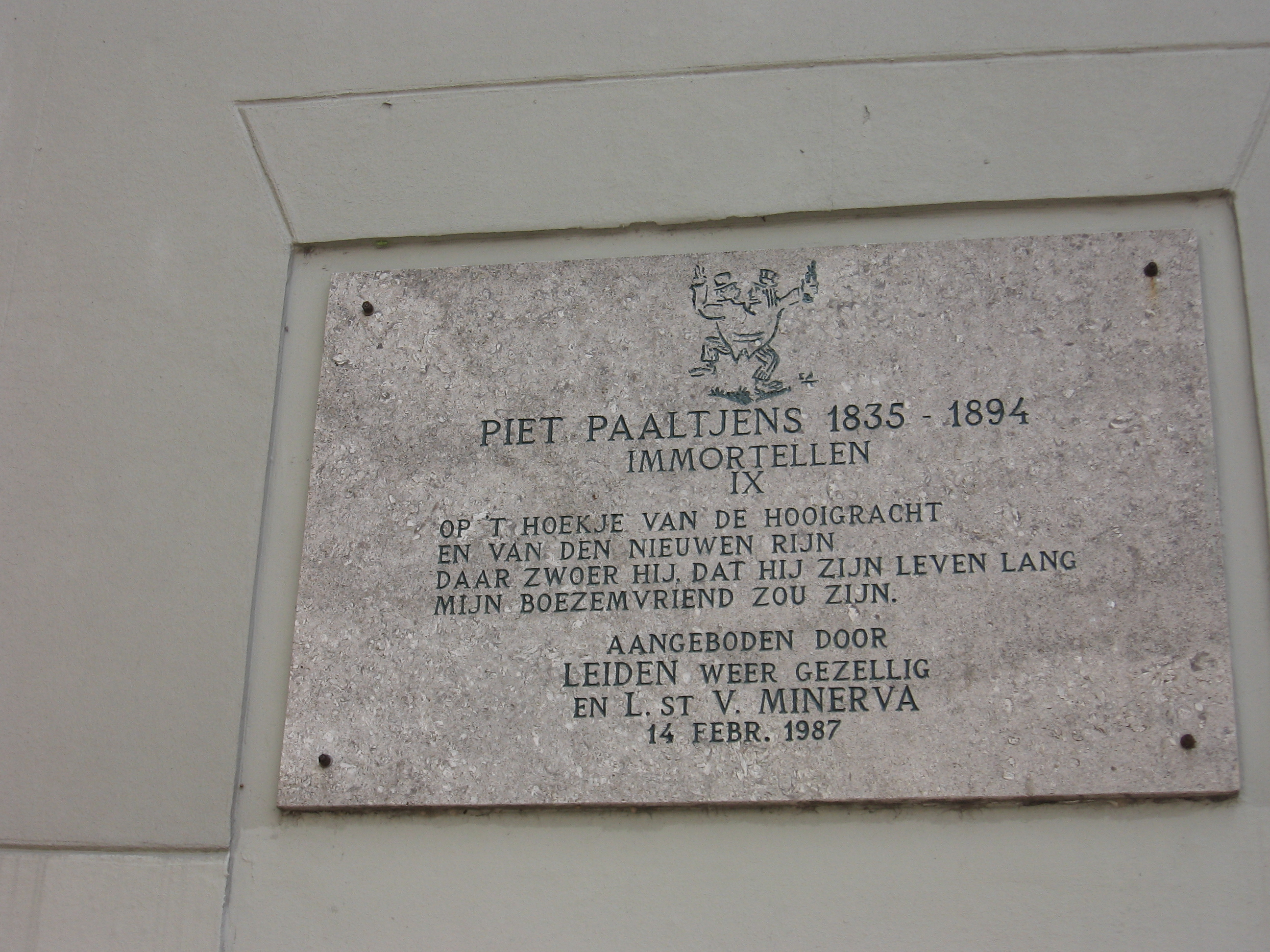
Immortelle IX (eerste kwatrijn), hoek Hooigracht en Nieuwe Rijn in Leiden